# Wolf D. Prix
Wolfgang Dieter Prix (* 12. prosinec 1942, Vídeň) je rakouský architekt, představitel dekonstruktivismu, v současnosti působící v architektonické kanceláři COOP Himmelb(l)au.

## Život
Prix studoval architekturu na vídeňské technologické univerzitě, později the Architectural Association at London a nakonec the Southern California Institute of Architecture v Los Angeles.
Jako externí profesor vyučoval v The Architectural Association v Londýně v roce 1984, pak působil na Harvardově univerzitě v Cambridge v Massachusetts. Od roku 1993 působil jako profesor architektury na Univerzitě aplikovaného umění ve Vídni. Od roku 1995 - 1997 byl aktivním členem The Architectural committee v Austrian Federal Ministry of Science, Research, and Arts. Kromě toho je členem The Architectural Association Austria, Union of German Architects (BDA) v Německu, The Architectural Union Santa Clara na Kubě, The Royal Institute of British Architects (RIBA), The American Institute of Architects (AIA) a The Architectural Association Italy.
V roce 2001 získal místo pomocného pedagoga v UCLA, také na Univerzitě Palermo v Buenos Aires v Argentině. V roce 2003 přijal místo vedoucího institutu architektury ve Vídni a v současnosti zastává funkci prorektora univerzity. V roce 2006 byl součástí komise ve výběrovém řízení při příležitosti reprezentování rakouské architektury na 10. mezinárodním ročníku bienále architektury v Benátkách.

## Ocenění
- V roce 1999 obdržel prestižní ocenění The Harvey S. Perloff Professorship na Kalifornské univerzitě v Los Angeles (UCLA).
- 2004 získal The Annie Spink Award pro přínos v oblasti šíření architektonického vzdělání.

## Nejvýznamnější tvorba
- Rooftop Remodelling Falkenstrasse
- Akademie umění, Mnichov, Německo (1992 / 2002-2005)
- Groninger Museum, východní pavilon, Groningen, Nizozemí (1993-1994)
- UFA Kristallpalast, Drážďany, Německo (1993-1998)
- Apartment Building, Gasometer B, Vídeň, Rakousko (1995-2001)
- JVC New Urban Entertainment Center, Mexiko (1998 / 2009-2011)
- EXPO.02 - Forum Arteplage Biel, Švýcarsko (1999-2002)
- BMW Welt, Mnichov, Německo (2001-2007)
- Velké egyptské muzeum, Káhira, Egypt (2002-2003)
- House of Music, Aalborg, Dánsko (2002-2009)
- Busan Cinema Complex, Busan, Jižní Korea (2002-2010)